# Karl-Liebknecht-Straße

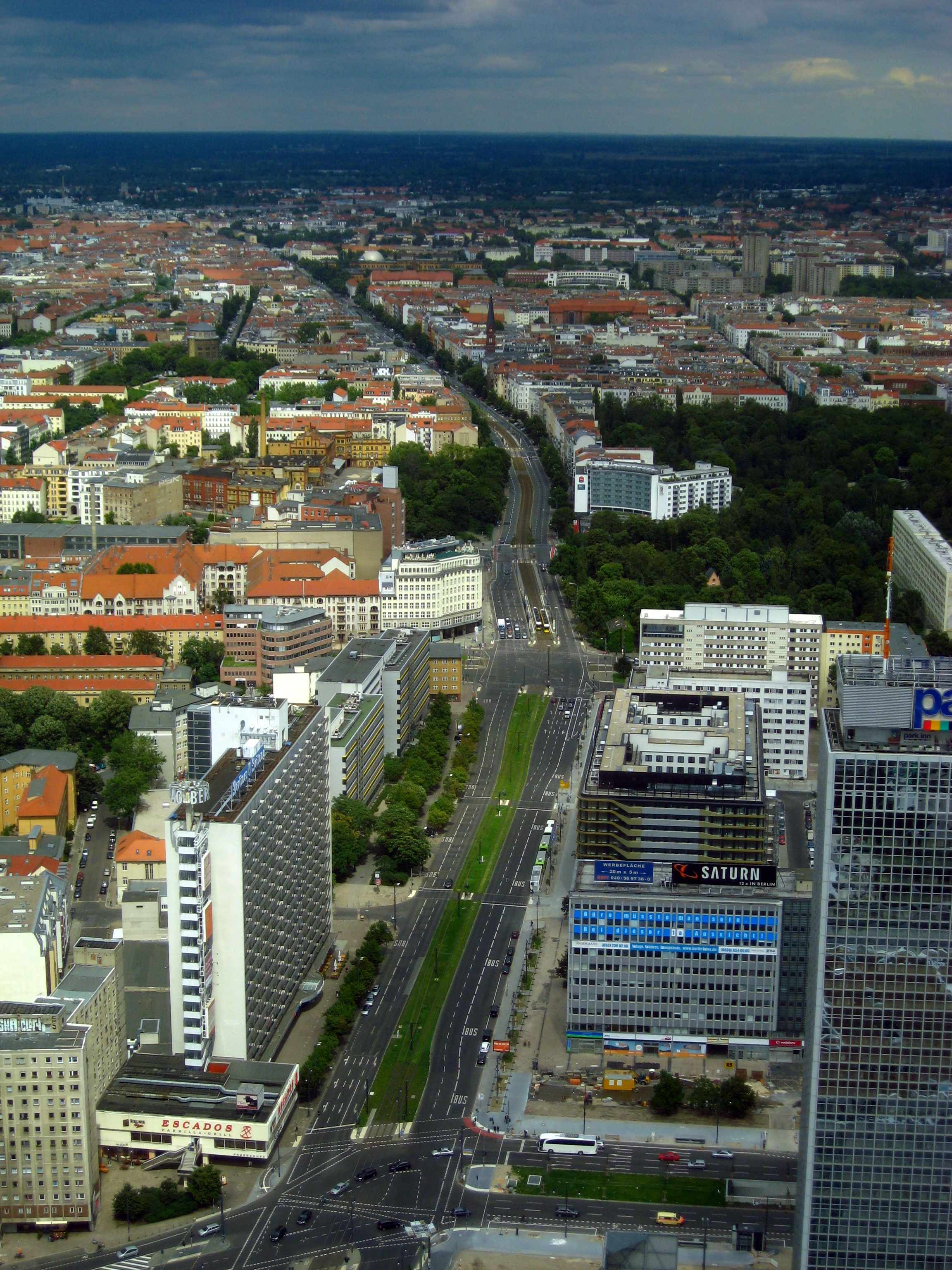
Tweede deel van de Karl-Liebknecht-Straße, van Alexanderplatz tot het kruispunt en de locatie van de voormalige Prenzlauer Tor

De Karl-Liebknecht-Straße is een van de bekendste en belangrijkste lanen in het Ortsteil Berlin-Mitte van de Duitse hoofdstad Berlijn. Deze laan was onderdeel van de praalweg van Pruisische koningen en Duitse keizers en de flaneerlaan van de bourgeoisie. Later is het de laan van de commerciële industriële revolutie en tevens de laan van het triomferende socialisme van de toenmalige DDR geworden. Tot 1947 werd de laan de Kaiser-Wilhelm-Straße genoemd.
De Karl-Liebknecht-Straße is het oostelijk segment van de laan waarvan het westelijk segment Unter den Linden is, en die de Brandenburger Tor in het westen verbindt met de Alexanderplatz. De beide straten zijn op dit segment onderdeel van zowel de Bundesstraße B 2 als de B 5. Beide lanen zijn van mekaar gescheiden door de Schloßplatz op het Spreeinsel. De Schloßbrücke over het Spreekanaal is de oostelijke afsluiting van Unter den Linden. De Karl-Liebknecht-Straße loopt vanaf de Liebknechtbrücke (over de oostelijke rivierarm van de Spree) in noordoostelijke richting verder over de Alexanderplatz heen tot de locatie van de voormalige stadspoort Prenzlauer Tor op het kruispunt met de as van Torstraße en Mollstraße. Na dit kruispunt verandert de naam van de laan in de Prenzlauer Allee. 
Enkele bouwwerken aan de Karl-Liebknecht-Straße zijn:
- DDR Museum (op de site van het voormalige Palasthotel)
- Marienkirche
- Fernsehturm
- Bahnhof Berlin Alexanderplatz

## Naamgeving
De Karl-Liebknecht-Straße dankt zijn naam aan Karl Liebknecht, medestichter van de Gruppe Internationale en een van de extreme links-radicale voormannen in de Novemberrevolutie. Karl Liebknecht riep op 9 november 1918 zelfs de Socialistische Republiek uit voor een massa toehoorders op de Schloßplatz, als een van de eerste pogingen een radenrepubliek tot stand te brengen. 
Hij deed dit tijdens een toespraak van op een balkon in de noordgevel van het Berliner Stadtschloss, in portaal IV van het stadskasteel, later het Karl Liebknechtportaal genoemd. Het Stadtschloss was een van de gebouwen die de Gruppe Internationale had bezet en was een zwaar symbolische locatie omdat het de Berlijnse residentie van de gevluchte keizer Wilhelm II van het voormalige Duitse Keizerrijk. Liebknecht hervormde de Gruppe Internationale tot Spartacusbond, en richtte eind 1918 mee de Kommunistische Partei Deutschlands op maar werd twee maanden na de toespraak vanuit het Stadtschloss gevangen genomen en vermoord en zou pas na de Tweede Wereldoorlog toen de Kaiser-Wilhelm-Straße volledig in de door de Sovjets bezette sector van de hoofdstad lag (het latere Oost-Berlijn) in 1947 geëerd worden met de naamswijziging naar Liebknechtstraße. De Sovjetbezetter eerde hem vooral als medeoprichter van de Kommunistische Partei Deutschlands.
In 1969 veranderden de autoriteiten van de Duitse Democratische Republiek de naam van Liebknechtstraße in Karl-Liebknecht-Straße voor hun held en "Vordenker des Sozialismus".
De Karl-Liebknecht-Straße heeft nog veel meer namen gehad dan Kaiser-Wilhelm-Straße (van 1887 tot 1947) en Liebknechtstraße (van 1947 tot 1969). Tussen de 15e eeuw en de 19e eeuw werd de laan ook aangeduid als Am Kramhause, Hinter der Badstube en Papenstraße.
Altonaer Straße · 
Amalienstraße · 
Bergmannstraße · 
Berliner Allee ·
Bernauer Straße · 
Bismarckstraße · 
Bornholmer Straße · 
Boxhagener Straße ·
Breite Straße ·
Brüderstraße ·
Brunnenstraße ·
Bülowstraße ·
Bundesallee ·
Danziger Straße ·
Eberswalder Straße ·
Ebertstraße ·
Fasanenstraße ·
Frankfurter Allee ·
Friedrichstraße ·
Gertraudenstraße ·
Greifswalder Straße ·
Halskestraße ·
Hardenbergstraße ·
Hauptstraße ·
Heerstraße ·
Hornstraße ·
Invalidenstraße ·
Judengasse ·
Kaiserdamm ·
Karl-Liebknecht-Straße ·
Karl-Marx-Allee ·
Karl-Marx-Straße ·
Kastanienallee ·
Klosterstraße ·
Kopenhagener Straße ·
Kopernikusstraße ·
Kurfürstendamm ·
Landsberger Allee ·
Lehrter Straße ·
Leipziger Straße ·
Majakowskiring ·
Mehringdamm ·
Mollstraße ·
Motzstraße ·
Mühlendamm · 
Oderberger Straße ·
Oranienburger Straße ·
Oranienstraße ·
Ostseestraße ·
Otto-Braun-Straße ·
Otto-Suhr-Allee ·
Potsdamer Straße ·
Prenzlauer Allee ·
Rathausstraße ·
Rheinstraße ·
Rigaer Straße ·
Rosa-Luxemburg-Straße ·
Rosenthaler Straße ·
Rykestraße ·
Samariterstraße · 
Scheidemannstraße · 
Schwedter Straße ·
Schönhauser Allee ·
Simon-Dach-Straße ·
Spandauer Straße ·
Sredzkistraße ·
Stralauer Allee ·
Straße des 17. Juni ·
Tauentzienstraße ·
Torstraße ·
Unter den Linden ·
Warschauer Straße ·
Wiesbadener Straße ·
Wilhelmstraße (Berlin-Mitte) ·
Wilhelmstraße (Berlin-Spandau)